# Conférence intergouvernementale
Pour les articles homonymes, voir CIG.
Une conférence intergouvernementale (abrégé en CIG) est une réunion de diplomates, en général qualifiés de plénipotentiaires, délégués par leurs gouvernements pour préparer un traité international ou en modifier un existant. Il s'agit d'une négociation entre gouvernements. Elle joue un rôle majeur en relations internationales.

## Dans l'Union européenne
Au sein de l'Union européenne où les CIG ont été nombreuses et importantes, les travaux préparatoires sont généralement confiés à un groupe, composé d'un diplomate représentant de chacun des gouvernements des États membres, auquel s'adjoint le plus souvent un représentant de la Commission européenne et auquel le Parlement européen est associé.
Les principales CIG de l'UE ont abouti à la conclusion des traités suivants :
- l'Acte unique européen (1986) : achèvement de la réalisation du marché intérieur au 1er janvier 1993 ;
- le traité de Maastricht (1992) : le traité sur l'Union européenne a été négocié dans deux CIG distinctes, l'une sur l'Union économique et monétaire (UEM) et l'autre sur l'union politique qui instaurait une politique étrangère et de sécurité commune (PESC) et une coopération dans le domaine de la justice et des affaires intérieures (JAI) ;
- le traité d'Amsterdam (1997) : résultat de la CIG de mars 1996 lors du Conseil européen de Turin. Cette CIG avait pour tâche de réviser les dispositions du traité de Maastricht dont la mise en œuvre posait problème et de préparer le futur élargissement ;
- le traité de Nice (2001) : la CIG qui l'a précédé a été lancée en février 2000 pour traiter des questions connues sous l'expression « reliquats d'Amsterdam », à savoir : la taille et la composition de la Commission européenne, la pondération des voix au Conseil des ministres, l'extension éventuelle du vote à la majorité qualifiée au Conseil, ainsi que les coopérations renforcées - incluses durant le Conseil européen de Santa Maria de Feira en juin 2000.
- le traité établissant une Constitution pour l'Europe (2004).
- le traité de Lisbonne de 2007.

L'adhésion de nouveaux États membres à l'UE nécessitant de conclure un traité d'accession, elle se négocie également dans le cadre d'une CIG.  